# Constitució andorrana de 1934
La Constitució andorrana de 1934 fou la primera norma fonamental d'Andorra, redactada per Borís I d'Andorra i el síndic Pere Torras el 1934. Fou aprovada pel Consell General el 10 de juliol del 1934, per 23 vots a favor i un en contra. La Constitució constava de 17 articles i introduïa per primer cop a Andorra la llibertat política, religiosa, de premsa, de circulació i de pensament. El rei s'encarregava de dirigir l'exèrcit i de representar el país a l'estranger. El document establia una tímida divisió de poders en atribuir al parlament la facultat d'aprovar lleis, tot i que el monarca podia vetar-les.
Se'n van imprimir deu mil exemplars, que es van repartir a diverses personalitats espanyoles i franceses.